# Strada statale 164 delle Croci di Acerno
La ex strada statale 164 delle Croci di Acerno (SS 164), ora strada regionale 164/a Innesto SS 18 (Bellizzi)-Cimitero di Montecorvino Rovella (SR 164/a) tra Bellizzi e Montecorvino Rovella, strada regionale 164/b Montecorvino Rovella (località Palazzo Rosso)-Acerno-Croci di Acerno-Confine provincia (SR 164/b) tra Montecorvino Rovella e il confine con la provincia di Avellino e strada provinciale ex SS 164 delle Croci di Acerno (SP ex SS 164) in provincia di Avellino, è una strada regionale e provinciale italiana che si sviluppa in Campania.

## Storia
La strada statale 164 venne istituita nel 1953 con il seguente percorso: "Innesto con la SS. n. 18 presso Bellizzi - Monte Corvino - Acerno - Montella - Innesto con la SS. n. 7 al ponte Romito sul Calore."
Con il Decreto Ministeriale dell'1/02/1962 - G.U. 97 del 13/04/1962 la strada venne prolungata dal ponte Romito sul Calore fino all'innesto con la SS. n. 303 nei pressi di Fontanarosa.

## Percorso
Inizia nel centro di Bellizzi, in provincia di Salerno, staccandosi dalla strada statale 18 Tirrena Inferiore ed attraversa la zona dei Picentini nei comuni di Montecorvino Rovella ed Acerno, fino ad oltrepassare, al valico delle Croci di Acerno (843 m s.l.m.), la provincia salernitana e sconfinare nel territorio avellinese nei comuni di Montella, Nusco, Castelfranci e Paternopoli, per giungere infine nel comune di Fontanarosa.
È una strada panoramica e di grande valore naturalistico e paesaggistico: percorrendola si può ammirare, nel comune di Montecorvino Rovella (in prossimità dello svincolo per Olevano sul Tusciano) il territorio della Piana del Sele, l'intero golfo di Salerno. Proseguendo nel territorio di Acerno si attraversa una zona più aspramente montana e coperta da castagni, la cui presenza è continua fin nel comune di Montella. Qui la strada sbocca, dalla valle del Tusciano, nell'alta valle del Calore Irpino.
In seguito al decreto legislativo n. 112 del 1998, dal 17 ottobre 2001 la gestione è passata dall'ANAS alla regione Campania, che nella stessa data ha ulteriormente devoluto le competenze alla provincia di Salerno e alla provincia di Avellino per le tratte territorialmente competenti.
Nel comune di Bellizzi, nell'incrocio dal quale la strada si distacca dalla SS18, vi è una stele che demarca l'inizio del percorso.